# ديكلان بري
ديكلان بري (بالإنجليزية: Declan Bree)‏ هو سياسي أيرلندي، ولد في 1 يوليو 1951. في الانتخابات العمومية الإيرلندية 1992 ‏، انتخب نائب دييل عن دائرة Sligo–Leitrim (Dáil constituency) ‏ وقد انضم خلال فترته النيابية ‏ (14 ديسمبر 1992 – 15 مايو 1997) للكتلة البرلمانية حزب العمال (جمهورية أيرلندا).